# دونا فاردي
دونا فاردي (بالإنجليزية: Donna Vardy)‏ هي لاعبة الاسكواش بريطانية، ولدت في 16 أبريل 1971 في منسفيلد ‏ في المملكة المتحدة.

## وصلات خارجية
- دونا فاردي على موقع SquashInfo.com (الإنجليزية)